# طولكرم
طُولكَرم هي مدينة فلسطينية وعاصمة مركز محافظة طولكرم. تقع في شمال غرب الضفة الغربية، وهي ثالث أكبر مدينة في الضفة الغربية مساحةً وسكانًا بعد مدينتي الخليل ونابلس؛ حيث تبلغ مساحة أراضي المدينة وحدها أكثر من 32,610 دونم، كما تعتبر بلدية طولكرم ثالث أكبر هيئة محلية في الضفة الغربية.
تبعد المدينة عن البحر الأبيض المتوسط نحو 15 كم. ويبلغ عدد سكان محافظة طولكرم 210.000 نسمة، نصفهم تقريبًا يقطنون في المدينة وحدها. ترتفعُ مدينة طولكرم وريفها عن سطحِ البحر من 65 مترًا غربُا وحتى 600 متر شرقا حيث جبل راشين أعلى قمم المدينة.
يُعتبر موقع المدينة تاريخيًّا موقعًا ذو أهميّة تجاريّة وعسكريّة فكان له دور كبير بنمو المدينة؛ فطولكرم مُلتقى الطُّرق التجاريّة وممرًا للغزواتِ الحربيّة بين مصر والشّام، كما أنّها مركز للمُواصلات البريّة بين الساحل والدّاخل وبين الشّمال والجنوب. يتميّز موقع طولكرم بخُصوبةِ التُربة ووفرة المياه فيه بشكلٍ كبير سواءً أكان ذلك مطريًّا أو جوفيًّا، هذه الظُروف أدّت بشكلٍ كبير لنُموّ المدينة وتطوّرها.
وقعت مدينة طولكرم تحت الاحتلالِ الإسرائيلي عام 1967م وبقيت تحت الإدارة الإسرائيلية حتّى توقيع اِتفاقيّة أوسلو الثانية عام 1995م، حيث تسلمتها السُلطةِ الفلسطينيّة في 10 أكتوبر 1995م.

## التسمية
اسم (طول كرم) هو بالأصل (طور كرم)؛ أي أن الاسم لمدينة طولكرم مركب من كلمتين: الطور وتعني الجبل، والكرم وتعني بستان العنب، وعليه يصبح معنى المدينة (جبل الكرم)، وهذا وصف دقيق؛ حيث تقع مدينة طولكرم على جبل واضح القمة وتحيط السهول الواسعة بأسفل هذا الجبل. كما كانت مدينة طولكرم تشتهر بزراعة العنب في جميع مناطقها لإنتاج النبيذ (الخمر)، وهذا ما يفسر وجود العشرات من معاصر العنب الرومانية البيزنطية في طولكرم ومحيطها. لاحقاً وتسهيلاًَ للفظ حُرف اسم (طور كرم) إلى (طول كرم).

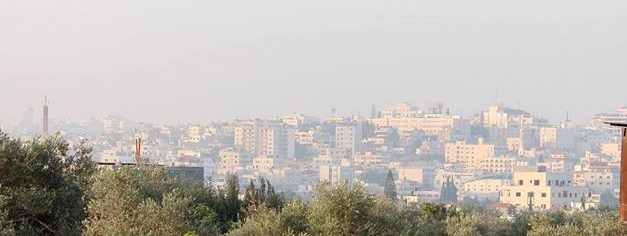
مركز مدينة طولكرم على الجبل كما يظهر

## التاريخ
أقدم آثار تاريخية عثر عليها تعود إلى القرن 13 الميلادي، حيث كانت تقوم على بقعتها في العهد الروماني قرية تُعرف باسم بيرات سورقا، وبيرات مثل بيروت والبيرة بمعنى (البئر)، وسورق بمعنى (مختار)؛ ويبدو أنه حلت كلمة (كرم) محل كلمة سورق وكلمة (طول) محل كلمة بيرات. وذكرتها مصادر الفرنجة باسم طوركرمى. والطور بمعنى الجبل الذي تنبت الكرمة (العنب) عليه، ويكون المعنى جبل الكرم. وذكرها المقريزي باسم طوركرم، وبقيت معروفة باسم طوركرم حتى القرن الثاني عشر الهجري، حيث حرف الطور إلى طول ودعيت باسم طولكرم.
مدينة طول كرم تلعب دورا حساسا ومهما بموقها الجغرافي وتاريخها العريق.

### الانتداب البريطاني
الثورة الفلسطينية الكبرى
كان السبب الرئيسي لاندلاع الثورة الفلسطينية الكبرى عام 1936 هو قيام الفلسطينيين بقتل اثنين من اليهود وإصابة ثالث خلال هجوم على مركبتهم في طولكرم بتاريخ 15 أبريل 1936، وقد شكل هذا الهجوم الشرارة الأولى لإندلاع الثورة الفلسطينية الكبرى والتي سرعان ما انتشرت شرارتها إلى كافة أنحاء الأراضي الفلسطينية بلا استثناء.

## الجغرافيا

### الموقع والتضاريس
تقع مدينة طولكرم في شمال غرب الضفة الغربية، وتبعد عن البحر الأبيض المتوسط نحو 15 كم، وعن مدينة القدس حوالي 90 كم. ويحيط بالمدينة من الغرب بلداتها المحتلة وشريطها الساحلي والبحر الأبيض المتوسط، ومن الجنوب ريفها الجنوبي (قرى الكفريات)، ومن الجنوب الغربي مدينة الطيبة، ومن الشرق ريفها الشرقي (بلدات وادي الشعير)، ومن الشمال ريفها الشمالي (بلدات الشعراوية)، وتمثل المدينة إحدى مدن مثلث (طولكرم-نابلس-جنين). وتقع على خط العرض الجغرافي9-532 شمال خط الاستواء، وخط الطول الجغرافي1-535 شرقي خط غرینتش.
تتميز مدينة طولكرم بتضاريسها الفريدة المميزة؛ حيث الطبيعة الجبلية شرق المدينة والسهلية غرباً. وتشكل الأراضي الجبلية ما نسبته 70% من مجمل أراضي المدينة - في حين الأراضي السهلية تشكل 30%. كما وتشكل الأراضي الجبلية حوالي 93% من مساحة محافطة طولكرم.

### المساحة
بعد أن كانت محافظة طولكرم تضم آلاف ومئات الدونمات وكانت تصل حدودها إلى البحر المتوسط وحيفا ورام الله، إلا أن مساحتها الآن أصبحت حوالي 300 كم²، وهذا يعود للأسباب الرئيسية التالية:
- خسارة آلاف الكيلومترات والدونمات والأراضي والجبال والسهول والقرى والبلدات بسبب الاحتلال ونكبة 1948 ونكسة 1967 والمستوطنات والحواجز. كل ذلك عمل على تخفيض مساحة محافظة طولكرم إلى الثُلث- أو حتى إلى الربع.
- بعد حرب 1967، أُتبعت غالبية منطقتي قلقيلية وسلفيت إداريًا إلى لواء طولكرم، واستمرت حتى إنشاء السلطة الوطنية الفلسطينية حيث استقلت وبذلك انخفضت مساحة لواء طولكرم.

وبالرغم من ذلك كله إلا أن محافظة طولكرم لا زالت تعتبر من أكبر المحافظات والمناطق الفلسطينية مساحةً مقارنة بالبقية.

### المناخ
مناخ مدينة طولكرم هو مناخ حوض البحر الأبيض المتوسط، درجة الحرارة المتوسطة في الشتاء 8-16 وفي الصيف 17-30. ويبلغ معدل المطرَ السنويَ في مدينةِ طولكرم 642 مليمترُ للفترةِ مِنْ 1952 إلى 1995.
في السنوات القليلة الماضية ارتفعت درجات الحرارة صيفاً على مستوى المحافظة لدرجة ملامسة الـ40 درجة مئوية، ما حدا بغالبية السكان إلى الاستعانة بأجهزة التكييف، وذلك الارتفاع مرده إلى تغير مناخي عالمي، ألقى بظلاله على مدينة طولكرم التي لطالما عُرفت بأجوائها المعتدلة وبالخضرة المنتشرة على امتداد المدينة وقراها.
الرطوبة تسجل مستويات عالية لقرب المحافظة من البحر المتوسط (بضع كيلومترات)، فهي مدينة ساحلية ولو أنها لا ترى البحر.. بمعدلِ سنويِ 69.6 %. في الشتاءِ. الشهور الصيفية رطبة برطوبةِ متوسطةِ 70.3 %

## أحياء المدينة
من أهم أحياء ومناطق مدينة طولكرم: مركز المدينة والبلدة القديمة، الحي الغربي الملاصق لمركز المدينة، الحي الشمالي، الحي الجنوبي، الحي الشرقي، حي شويكة، حي اكتابا، حي ذنابة، حي الرشيد، حي العزب، حي كفا، حي ارتاح، حي المهندسين الجديد، حي اسكان الموظفين، حي الأقصى، جبل السيد، جبل النصر، حي السلام، المخيمات. وغيرها الكثير.
كما تضم المدينة مخيّمين للاجئين هما: مخيم طولكرم ومخيم نور شمس.
وتبذل بلدية طولكرم جهوداً كبيرة لتطوير جميع هذه الأحياء على كافة الأصعدة.

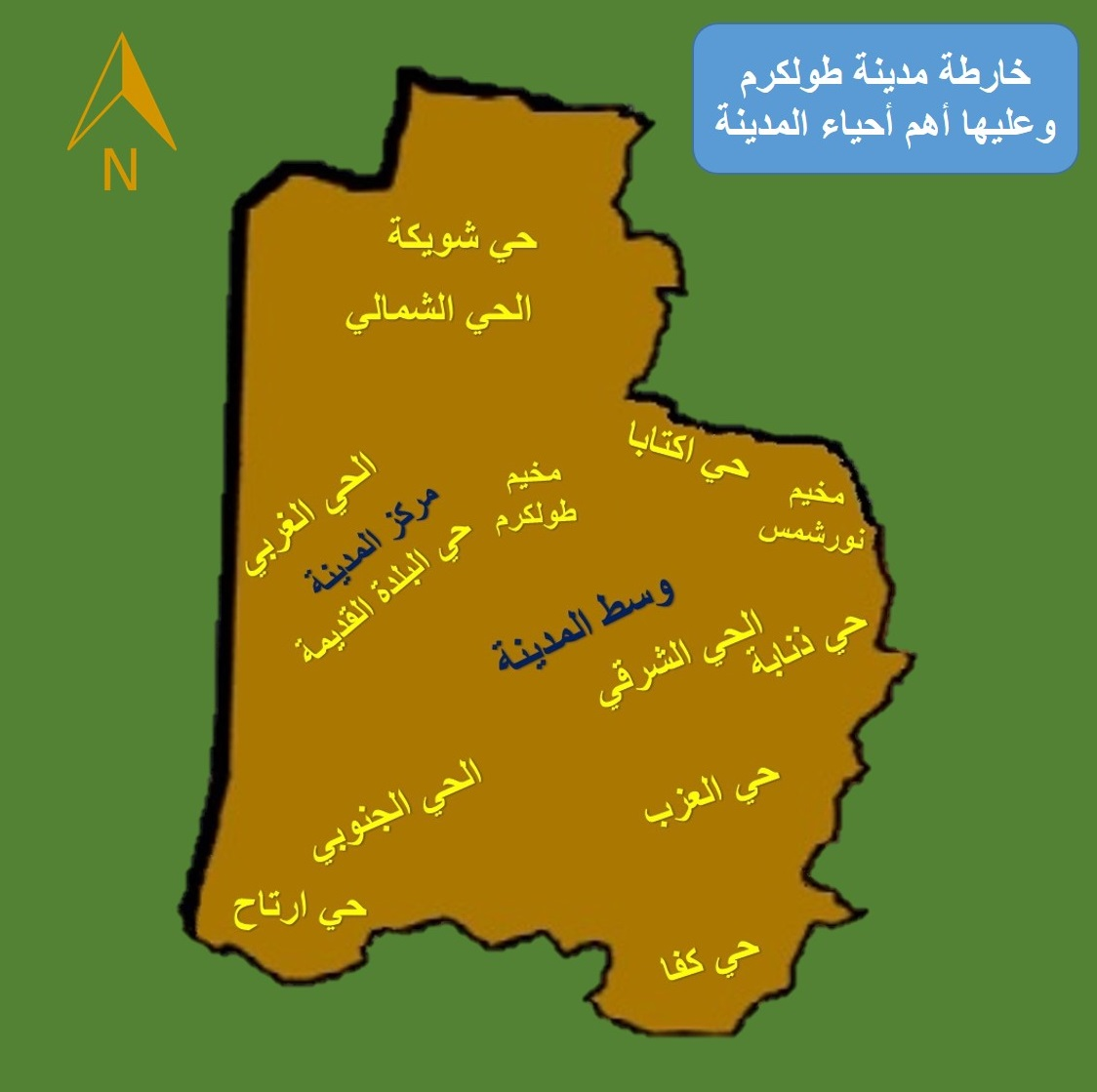
خارطة مدينة طولكرم وعليها توزيع أهم أحياء المدينة

## السكان
| السنة | النوع | عدد السكان         |
| ----- | ----- | ------------------ |
| 1548  | تعداد | 1,040              |
| 1596  | تعداد | 968                |
| 1860s | تقدير | 1,000              |
| 1922  | تعداد | 3,350              |
| 1931  | تعداد | 4,540              |
| 1945  | تعداد | 8,090              |
| 1961  | تعداد | 11,401             |
| 1967  | تعداد | 20,002             |
| 1997  | تعداد | 39,805 (مع المخيم) |
| 2007  | تعداد | 61,941 (مع المخيم) |

في عام 1931م أحصى الإحصاء البريطاني عدد سُكّان طولكرم كالآتي: 4.540 مُسلمين، 1.555 مسيحيين. السكان في مدينة طولكرم، ودهينابا وشويكة وارتاح اطراد زيادة بمعدل 2% سنوياً بين عام 1931 وعام 1961، مع حدوث زيادة مفاجئة بعد حرب عام 1948 كالمنطقة شهدت تدفقا للاجئين الفلسطينيين. وفي أعقاب حرب عام 1967، شهد السكان انخفاض مؤقت، كما فر بعض السكان إلى الأردن. وسجلت ك 10.255، مخيم طولكرم ك 5.020، دهينابا ك 1.342، ارتاح ك 925، شويكة ك 2.332 وخربة مراد اليحصبي ك 128، ما مجموعة 20.002 في التعداد السكاني لعام 1967 «إسرائيل المكتب المركزي للإحصاء» السكاني لمدينة طولكرم. وكانت معظم السكان المسلمين، على الرغم من أن هناك جماعة من المسيحيين 103 وفقًا لتعداد السكان.
في أول تعداد من قبل المكتب المركزي الفلسطيني للإحصاء في عام 1997، كان طولكرم يبلغ عدد سكانها 33921 ومخيم طولكرم وكان عدد سكانها 5.884. جعل اللاجئين الفلسطينيين بزيادة 31.4% من سكان المدينة و94% من سكان المخيم. وبلغت نسبة الجنس للمدينة 50.7% من الذكور و49.3% من الإناث. وكان أكثر من نصف (52.2%) من سكان المدينة تحت سن ال 20، وكانت 44.5% تتراوح أعمارهم بين 20 و64 و 4.1% منهم فوق سن ال 64. الجهاز المركزي للإحصاء في العام 2007 بنسبة التعداد السكاني لبلدة طولكرم إلى 51.300 في حين انها زادت من مخيم إلى 10.641. وبلغت نسبة الجنس للمدينة 50.3% من الذكور و49.7% من الإناث.

## الاقتصاد

### التجارة
في مدينة طولكرم عدة أسواق منها: أسواق مركز المدينة، وأسوق البلدة القديمة، وسوق الذهب، وسوق الخضار والفواكه، وغيرها. كما تنتشر مراكز التسوق والمجمعات التجارية والمولات الضخمة في كافة أرجاء المدينة.

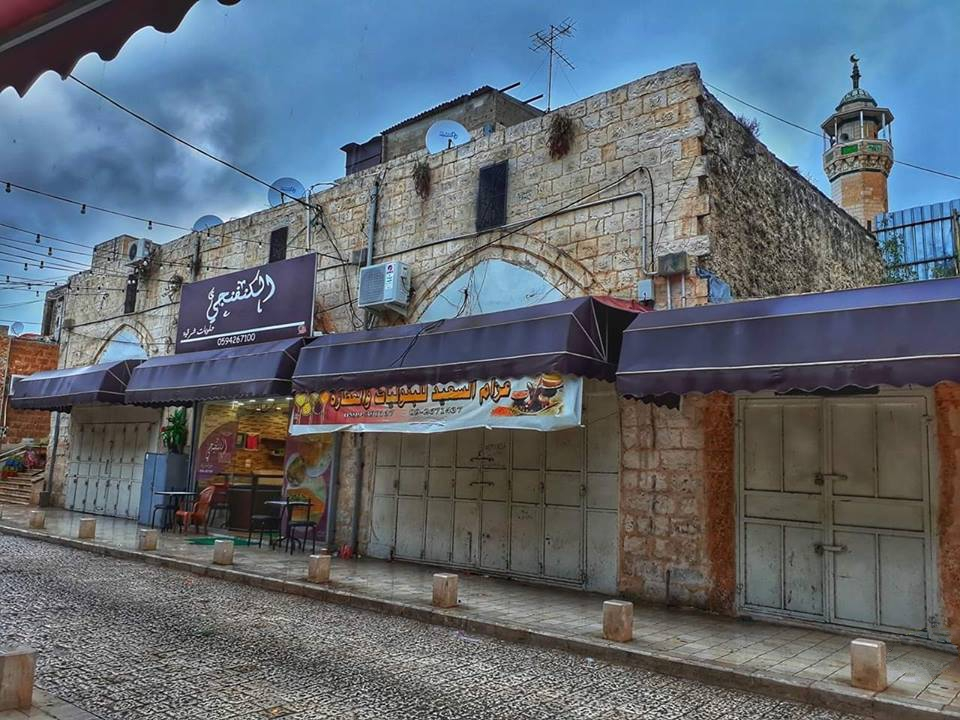
من أسواق البلدة القديمة
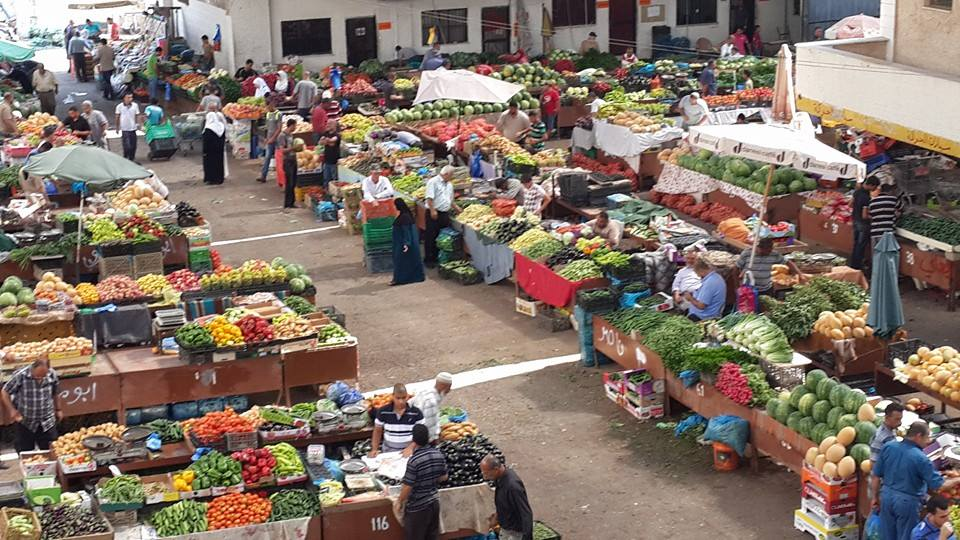
سوق الخضار والفواكه

### السياحة
تعتبر مدينة طولكرم أهم المدن الفلسطينية من ناحية الجذب السياحي والحركة السياحية؛ نظراً لموقعها الجغرافي المميز.

## التعليم
تُعرف مدينة طولكرم باهتمام أهلها بالعلم والتعليم، ولهذا فقد أطلق عليها الرئيس الفلسطيني ياسر عرفات لقب «بلد التفوق والنجاح»، حيث خرّجت المدينة مجموعة من العلماء والمفكرين والأدباء والقادة ورجال السياسة.

### المدارس
تضم مدينة طولكرم عدد كبير من المدارس، والتي من أشهرها: مدرسة الفاضلية للذكور، ومدرسة العدوية للبنات.

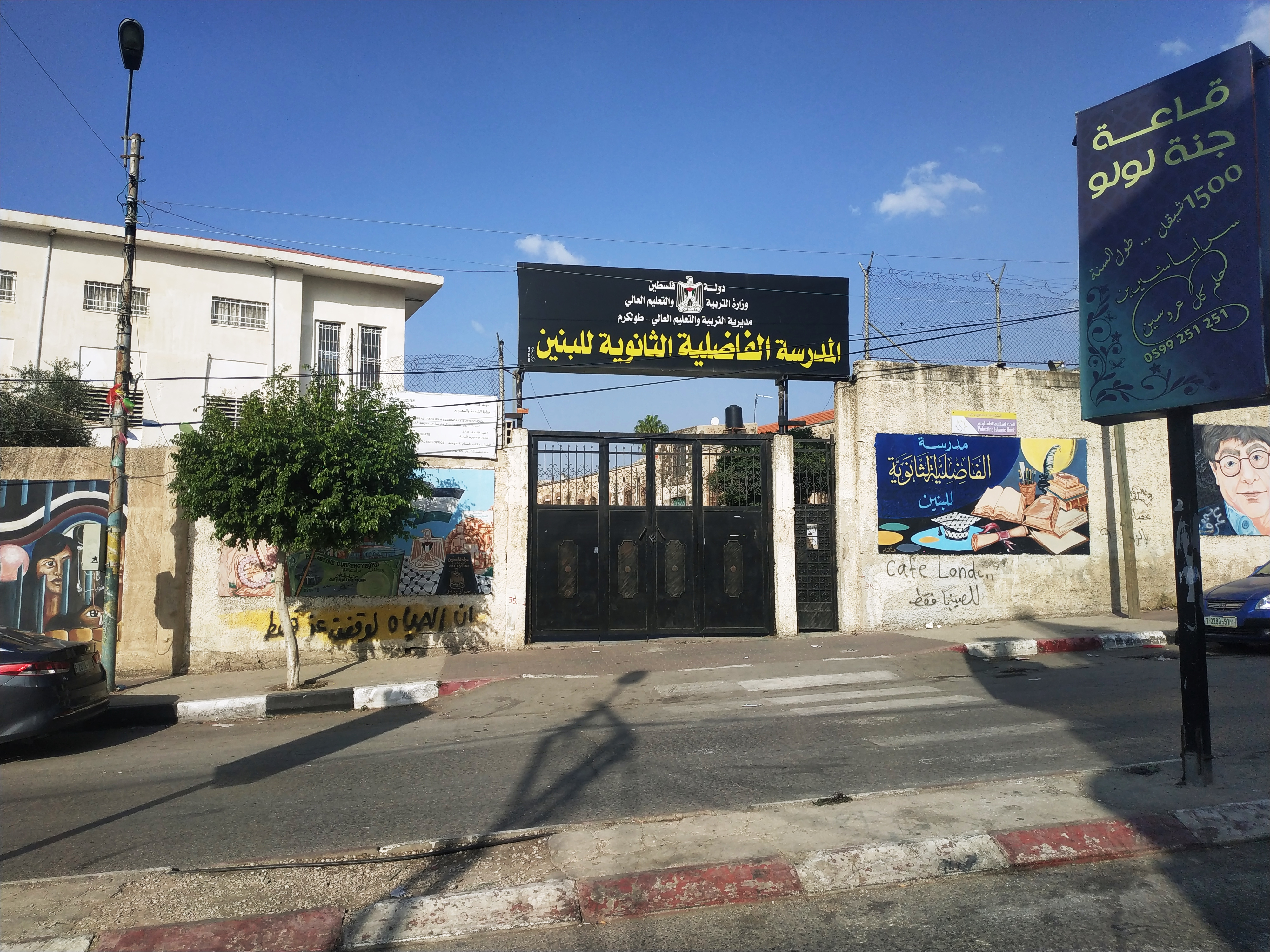
مدرسة الفاضلية
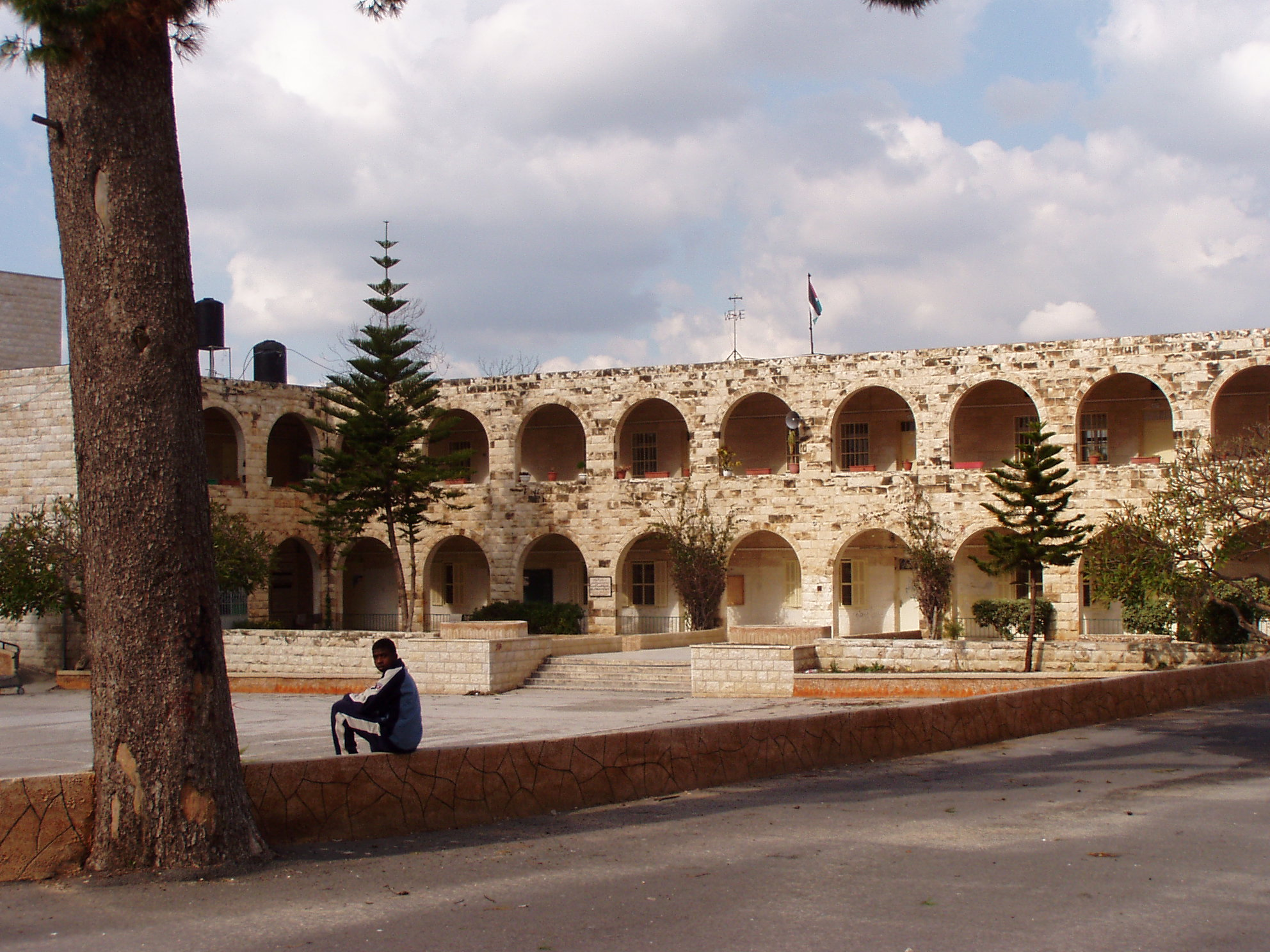
مدرسة العدوية

### الجامعات
يوجد في مدينة طولكرم ثلاث جامعات؛ وهي:
- جامعة فلسطين التقنية "خضوري": تأسست عام 1930، وهي من أقدم وأبرز الجامعات الفلسطينية، وهي الجامعة الفلسطينية الحكومية الوحيدة في فلسطين، وتمنح درجات الدبلوم والبكالوريوس والماجستير والدكتوراه في عدد كبير من التخصصات.[28]

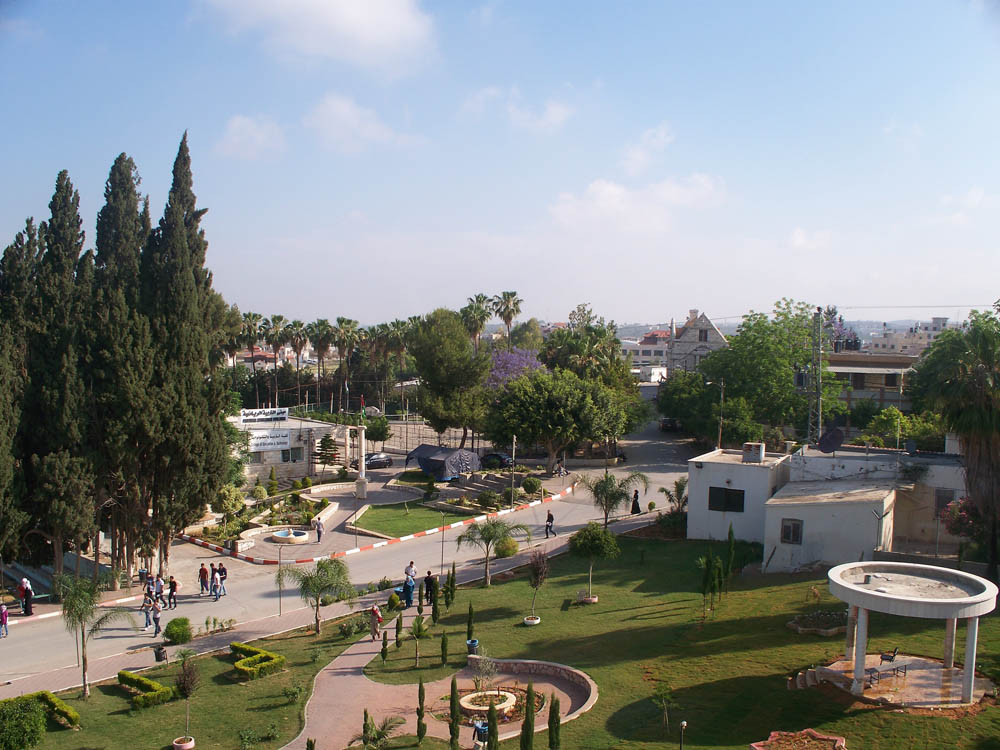
جامعة فلسطين التقنية "خضوري"

- جامعة النجاح الوطنية فرع طولكرم: وتضم «كلية الزراعة والطب البيطري» والتي افتتحت عام 1996، حيث تمنح الكلية درجة البكالوريوس في تخصصات الطب البيطري، والإنتاج النباتي والوقاية، والإنتاج والتصنيع الغذائي، والإنتاج الحيواني وصحة الحيوان، كما تقدم الكلية عددًا من برامج الماجستير.[29]

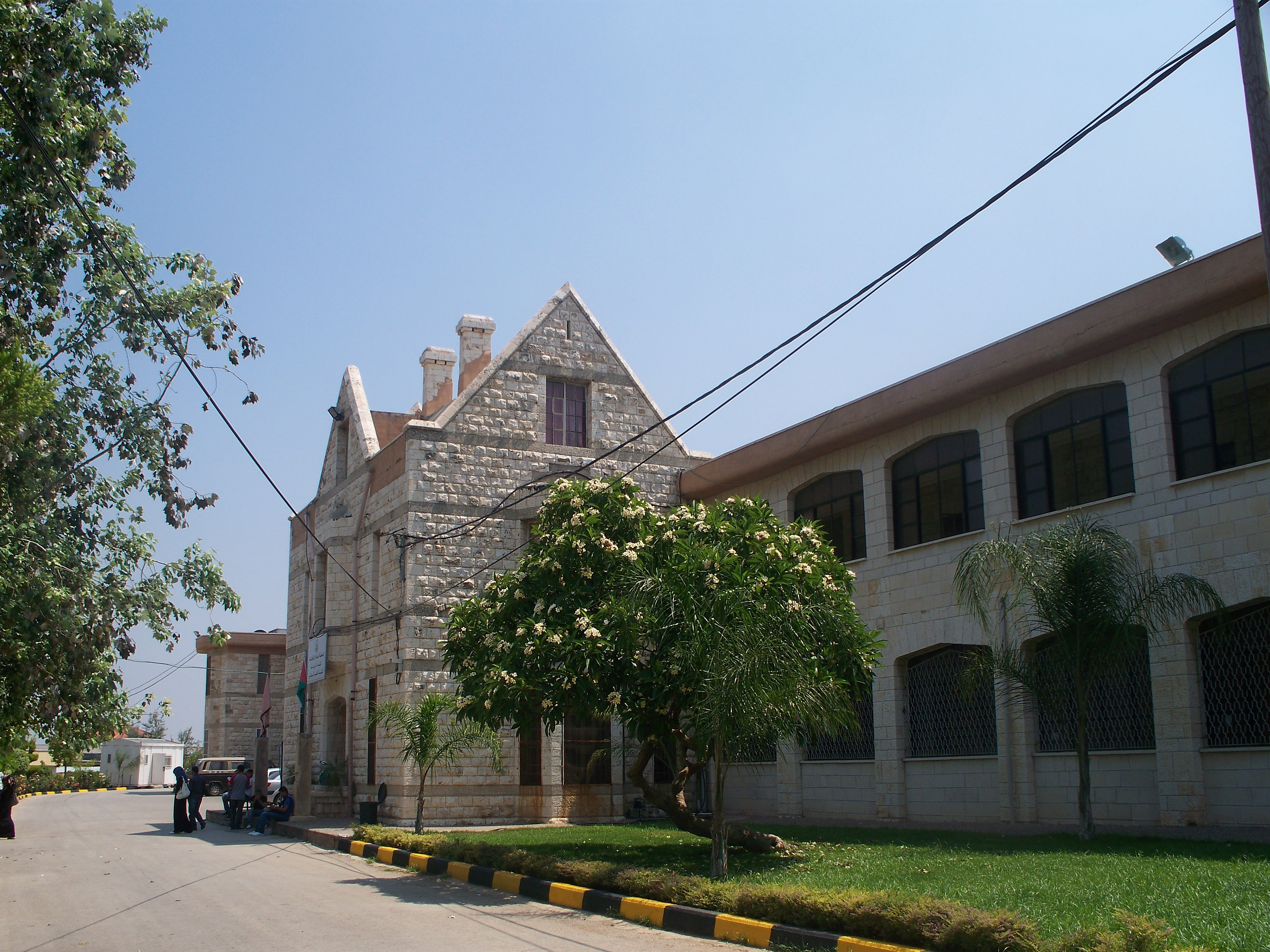
جامعة النجاح الوطنية فرع طولكرم

- جامعة القدس المفتوحة فرع طولكرم: وتضم العديد من تخصصات البكالوريوس والماجستير في مجالات العلوم والآداب والتربية والتكنولوجيا والعلوم الاجتماعية والإنسانية وغيرها.[30]

## الرياضة

### الأندية الرياضية
في مدينة طولكرم فريقان محترفان لكرة القدم؛ الأول هو فريق ثقافي طولكرم، والثاني هو فريق مركز طولكرم.

### الملاعب والمرافق الرياضية
تتوفر في مدينة طولكرم بنية تحتية رياضية؛ حيث تضم المدينة عددًا من الملاعب، منها ملعبان لكرة القدم جرى اعتمادهما دوليًا وهما «ملعب بلدية طولكرم» و«استاد جامعة فلسطين التقنية خضوري»، وتضم المدينة ملعبًا مغلقًا تم افتتاحه عام 2010، كما يوجد عدة ملاعب لكرة القدم منتشرة في عدد من أحياء المدينة.

## الإعلام
تعد مدينة طولكرم من أنشط المدن الفلسطينية في المجال الإعلامي حيث يوجد فيها مقار لعدد من قنوات التلفزة والإذاعات والصحف، والتي منها:
- صحيفة الاتحاد العربي: وهي صحيفة عربية فلسطينية يومية، تأسست عام 1925 في مدينة طولكرم، وتعد من أوائل وأقدم الصحف الفلسطينية.
- تلفزيون السلام: وهي أول قناة تلفزيونية في دولة فلسطين، وقد تأسست في مدينة طولكرم عام 1991.
- تلفزيون بلاد: قناة تلفزيونية فلسطينية، تأسست في مدينة طولكرم عام 1994.
- تلفزيون وإذاعة الفجر: قناة إعلامية فلسطينية، تأسست في مدينة طولكرم عام 1996.
- تلفزيون طولكرم المركزي: قناة تلفزيونية فلسطينية، تأسست عام 1996 في مدينة طولكرم.
- تلفزيون الشراع: قناة تلفزيونية فلسطينية، تأسست في مدينة طولكرم عام 1997.
- تلفزيون وراديو كل الناس: إذاعة وقناة تلفزيونية فلسطينية، تأسست في مدينة طولكرم.

## المسيحية في طولكرم
تضم مدينة طولكرم حوالي 1000 شخص مسيحي، منهم من يقيم في المدينة حتى اليوم الحاضر، وجزء كبير منهم غادر إلى خارج فلسطين بسبب الظروف السياسية والاقتصادية وممارسات السلطات الإسرائيلية.
من أبرز العائلات المسيحية بمدينة طولكرم: حداد، صباغ، سابا، الدرزي، حبيب، عبد النور، خرعوبة، القرة، نجم، مزبر، أبو عطا، غطاس، العبوة، صرفيان، لويد، اقديس، سداح، خوري، صويص، زند، عواد، العيسى، كرنيك، وغيرهم.
كان من أبرز شخصيات طولكرم المسيحية كل من: العالِم بشير نجم، والمطران فائق حداد، والشاعرة للي كرنيك، ومختصة التراث وداد قعوار، وعالم الكيمياء إدمون روفائيل، والإعلامي عيسى صباغ، والسياسي خليل صباغ، والناشطة جورجيت رزق.
تضم مدينة طولكرم عدة مرافق مسيحية، أبرزها:
- كنيسة الروم الأرثوذكسية: وهي كنيسة أرثوذكسية تاريخية، أنشئت عام 1830، وتقع في وسط المدينة.[35]

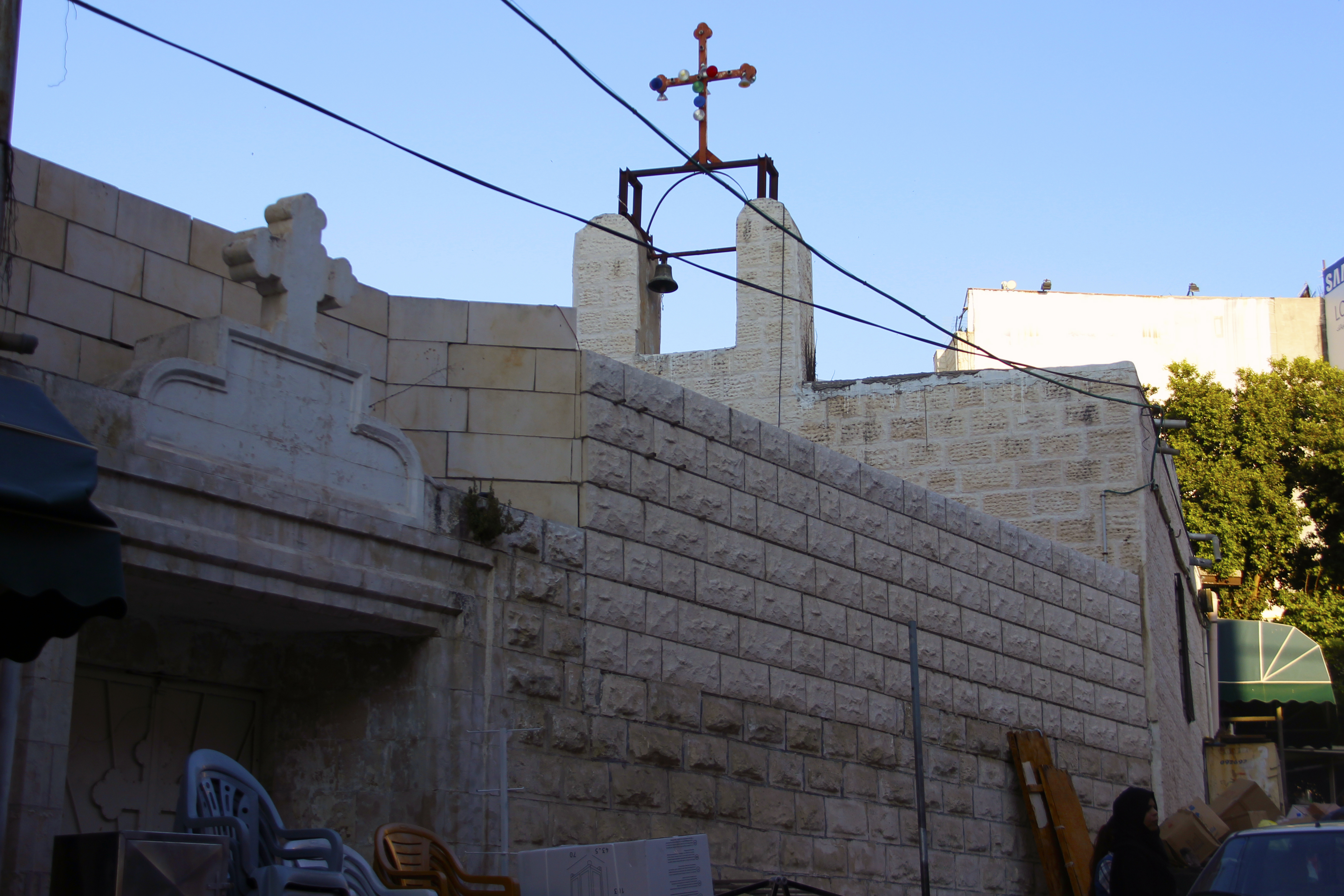
كنيسة طولكرم للروم الأرثوذكس

- المقبرة المسيحية: وتقع في المنطقة الشرقية بالمدينة، وهي مقبرة مخصصة لدفن الموتى من أتباع الديانة المسيحية.

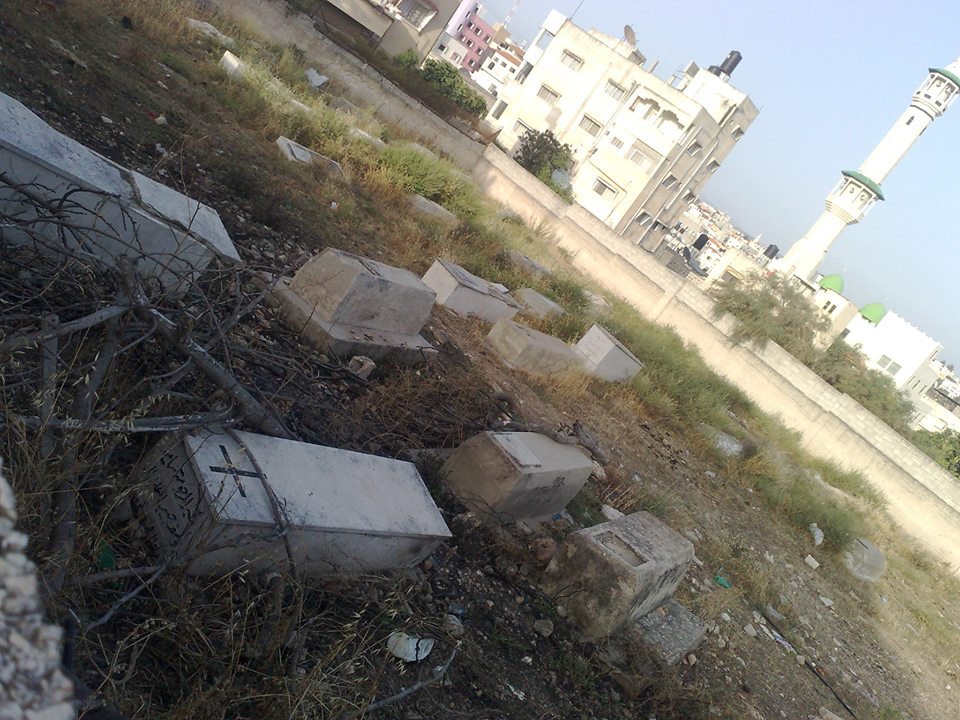
المقبرة المسيحية بمدينة طولكرم
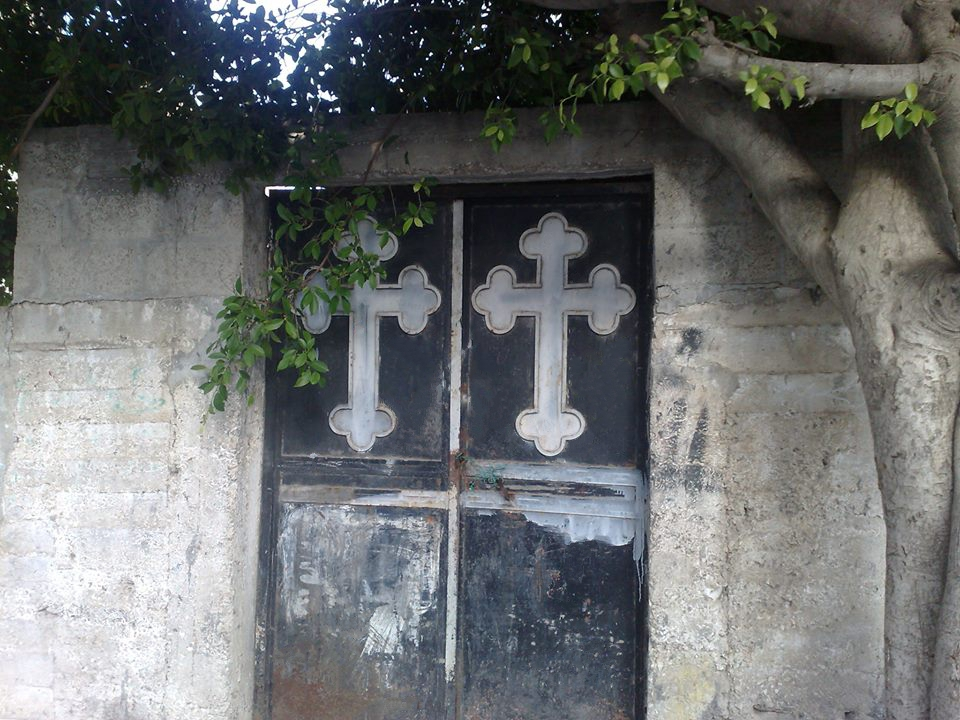
مدخل المقبرة المسيحية بالمدينة

## الاستيطان والجدار الإسرائيلي
أقيمت على أراضي أحياء مدينة طولكرم مجموعة من المستوطنات الإسرائيلية، من أبرزها:
- مستوطنة نيتساني عوز.
- مستوطنة ياد حانه.
- مستوطنة بيت حيفر.
- مستوطنة بئروتايم.
- مستوطنة نيتساني شالوم الصناعية.

## بلدية طولكرم
تأسست بلدية طولكرم عام 1886، حيث تعد الجهة الرسمية المسؤولة عن تقديم كافة الخدمات لجميع مناطق وأحياء مدينة طولكرم، كما وتعتبر من أضخم وأقدم وأهم بلديات الضفة الغربية.

شعار بلدية طولكرم
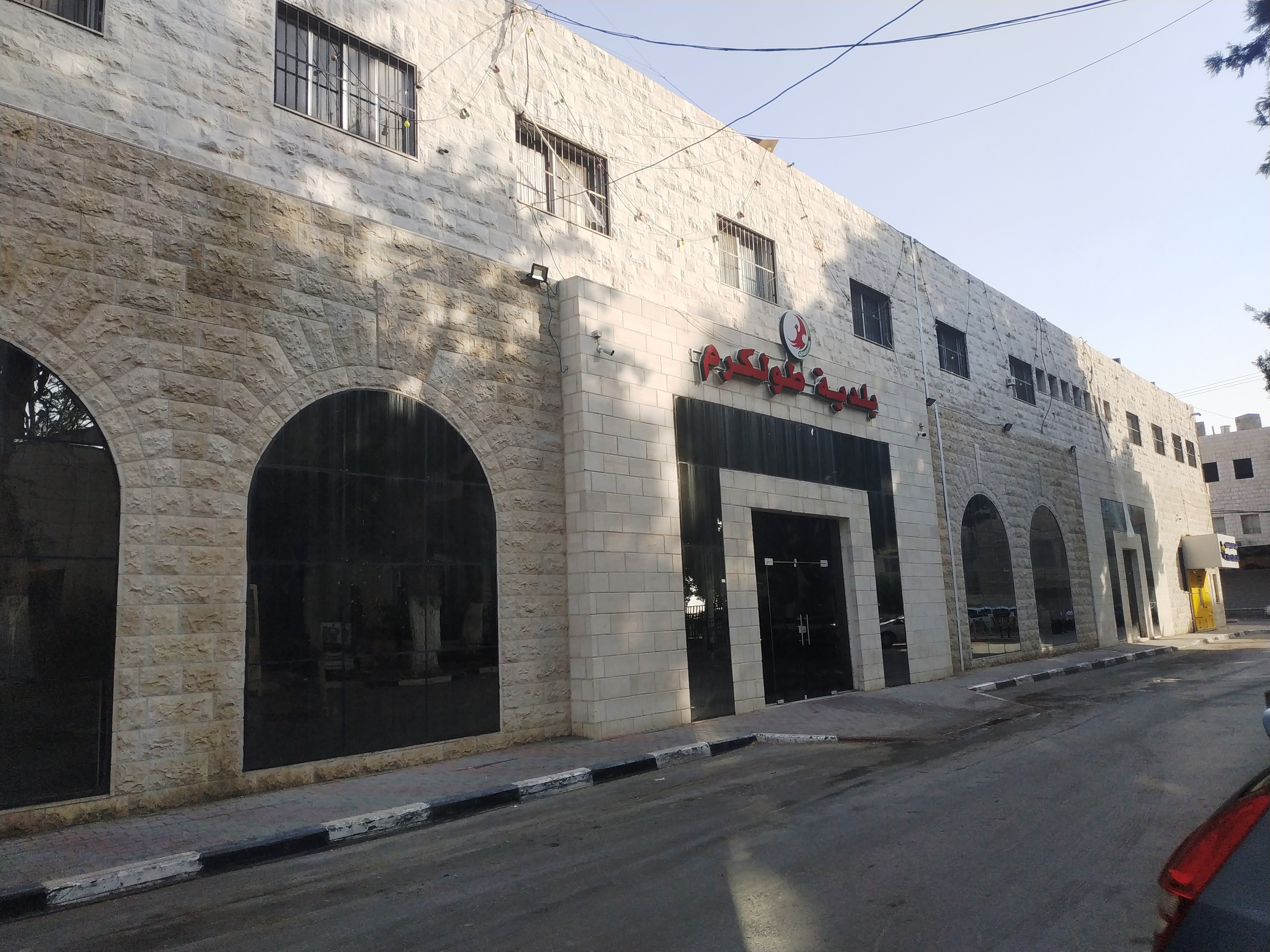
مبنى بلدية طولكرم الرئيسي

## شخصيات المدينة البارزة
- رانيا العبد الله، ملكة المملكة الأردنية الهاشمية.
- لارا فيصل سختيان، أميرة أردنية.
- المطران فائق حداد، رجل دين مسيحي والأسقف الأنجليكاني الحادي عشر للقدس والشرق الأوسط.
- باسم نجم، رجل دين مسيحي وقس لوثري، ورئيس المجمع الكنسي للكنيسة الإنجيلية اللوثرية في الأراضي المقدسة والأردن.
- وداد قعوار، كاتبة ومؤرخة ترات من أسرة مسيحية.
- جورجيت رزق، مناضلة وناشطة من أسرة مسيحية.
- بشير نجم، عالم جغرافيا ومؤرخ ومفكر من أسرة مسيحية.
- للي كرنيك، شاعرة من أسرة مسيحية.
- عيسى صباغ، إعلامي من أسرة مسيحية.
- خليل صباغ، قيادي وسياسي من أسرة مسيحية.
- إدمون روفائيل، عالم كيمياء من أسرة مسيحية.
- فيصل صدقي الياسين، طبيب فلسطيني ووالد الملكة رانيا.
- عبد الغني الكرمي، سياسي ودبلوماسي، وأمين عام الديوان الملكي الأردني الأسبق.
- هاشم الجيوسي، سياسي، وعمدة المدينة الأسبق، ووزير في حكومات الأردن بحقائب متعددة.
- سعيد الكرمي، عالم، وسياسي، ووزير في عدد من حكومات الأردن.
- أحمد حلمي عبد الباقي، رئيس حكومة عموم فلسطين.
- إبراهيم محمد خريشة، دبلوماسي، ومندوب فلسطين الدائم لدى الأمم المتحدة والمنظمات الدولية، وسفير فلسطين في سويسرا.
- إكرم أكورجال، أحد أبرز علماء الآثار في العالم.
- جمال ريان، إعلامي، ومقدم أول نشرة إخبارية على قناة الجزيرة.
- بسام لطفي، ممثل عربي بارز، شارك في مجموعة مسلسلات، منها مسلسل يوميات مدير عام.
- إياس أبو غزالة، ممثل.
- محمد الحاج قاسم، أول رئيس للمحكمة الدستورية الفلسطينية.[37]
- خالد حسن الشيخ، عميد السفراء الفلسطينيين.
- حسن خريشة، سياسي، ورئيس المجلس التشريعي الفلسطيني سابقًا.
- فريد الجلاد، وزير العدل الفلسطيني الأسبق، والرئيس الأسبق لمجلس القضاء الأعلى والمحكمة العليا الفلسطينية.
- جميل شحادة، سياسي، والأمين العام الأسبق للجبهة العربية، وعضو اللجنة التنفيذية لمنظمة التحرير الفلسطينية.
- عدنان الضميري، المفوض السياسي الفلسطيني العام سابقًا.
- محمود الهمشري، سياسي ودبلوماسي، وسفير فلسطين في فرنسا الأسبق.
- أحمد عبد الرازق السلمان، سياسي ودبلوماسي، وسفير فلسطين في عدة دول، وعمدة المدينة الأسبق.
- زهير محسن، سياسي وقائد عسكري، وزعيم منظمة الصاعقة.
- أحمد أسعد الشقيري، مؤسس وأول رئيس لمنظمة التحرير الفلسطينية.
- عبد الرحيم الحاج محمد، القائد العام للثورة الفلسطينية الكبرى.
- عبد اللطيف أبو حجلة، عالم كيمياء وأكاديمي، ورئيس جامعة بيرزيت سابقًا.
- رياض عودة سيف، كاتب مسلسلات.
- مرعي الكرمي، علامة وفقيه مسلم.
- زهير الشن، دبلوماسي، وسفير فلسطين في عدد من دول ومنظمات العالم.
- ربيح الخندقجي، سياسي.
- عماد أبو كشك، سياسي وأكاديمي، ورئيس جامعة القدس.
- ثابت ثابت، من قادة حركة فتح، اغتالته إسرائيل.
- إبراهيم شاكر خريشة، سياسي، وأمين عام المجلس التشريعي الفلسطيني.
- رائد الكرمي، القائد العام لكتائب شهداء الأقصى في فلسطين.
- جاد تايه، سياسي، وعسكري، جرى اغتياله عام 2006.
- عبد الكريم الكرمي (أبو سلمى)، شاعر بارز.
- أحمد شاكر الكرمي، الرائد العربي الأول في النقد والترجمة بالعصر الحديث.
- منذر دحلة، عالِم في الهندسة الكهربائية والتحكم.
- محمد دحلة، عالِم في مجال أنظمة التحكم.[38]
- براء مرعي، لاعب كرة قدم.
- عبد الله صلاح، سياسي ودبلوماسي، ووزير الخارجية الأردني الأسبق.
- مروان كمال، سياسي وأكاديمي.
- عبد اللطيف صلاح، سياسي وحقوقي، ومؤسس نقابة المحامين الأردنيين وأول نقيب لها.
- حسن الكرمي، إعلامي وأديب وعالم لغوي.
- زهير الكرمي، باحث وكاتب وإعلامي.
- علي نايفة، عالم في الهندسة الميكانيكية.
- منير نايفة، عالم ذرة.
- عدنان نايفة، عالم هندسة ميكانيك وطيران.
- تيسير نايفة، عالم ومخترع.
- محمود الكرمي، أديب وصحفي.
- محمد سعيد الجمل، عالم مسلم، وخطيب المسجد الأقصى السابق.
- وليد سيف، أديب، ومؤلف، وكاتب لعدد كبير من مسلسلات العربية، منها مسلسل التغريبة الفلسطينية، ومسلسل عمر.
- أحمد الأشقر، قانوني، ورئيس الاتحاد العربي للقضاة.
- فريز مهداوي، سياسي ودبلوماسي، وسفير فلسطين في عدة دول.
- عبد الناصر صالح، شاعر وسياسي.
- شكيب دلال، سياسي وعسكري.
- أبو صهيب الكرمي، شيخ وباحث إسلامي.
- عدنان الزبيدي، فنان تشكيلي.
- مصطفى السفاريني، دبلوماسي وسفير.
- أكرم الأشقر، مخرج أفلام، وحاصل على جوائز دولية.
- عمر جعرون، لاعب كرة قدم في مجموعة من الأندية حول العالم.
- خالد سالم، لاعب كرة قدم، وله مباريات دولية عديدة.
- خالد أبو طعمة، صحافي.
- حلمي الأسمر، شاعر.
- زياد عبد الفتاح، سياسي وكاتب وإعلامي، ومؤسس وكالة الأنباء الفلسطينية (وفا).
- رائدة حمرا، إعلامية.
- خالد الناشف، عالم آثار ومؤرخ.
- غادة الكرمي، كاتبة.
- بلال أيوب، عالم في الهندسة المدنية والبيئية.
- حازم السعيد، شيخ وباحث إسلامي.
- خالد بعباع، دبلوماسي.
- صلاح الدين صلاح، سياسي وقيادي وعمدة المدينة الأسبق.
- شوكت دلال، كاتب وحقوقي.
- إياد الجلاد، سياسي، وعمدة المدينة الأسبق، وعضو المجلس الوطني الفلسطيني.
- منصور سلامة، كاتب وباحث.
- راضي صدوق، شاعر.
- أمل منصور، كاتبة.
- خالد سيف، وزير النقل الأردني السابق.
- جاسر عموري، شاعر.
- سناء السرغلي، قانونية.
- محمد علي الصالح، شاعر وسياسي.
- مفيد عبد ربه، سياسي وبرلماني.
- علي بن منصور الكرمي، علامة وفقيه مسلم.
- منية سمارة، أديبة وكاتبة ومترجمة.
- وليد صلاح، وزير الخارجية الأردني الأسبق.
- أيمن اللبدي، أديب وكاتب وشاعر وصحافي.
- محمد علي الخولي، أديب وكاتب ومؤلف وعالم لغوي.
- سعيد حسن سمور، شيخ وقارئ للقرآن.
- أحمد برقاوي، فيلسوف ومفكر.
- طارق الكرمي، شاعر وكاتب.
- حسن حماد، سياسي.
- سامي الغضبان، زعيم شيوعي وسياسي.
- أحمد بن يحيى الكرمي، فقيه وعالم مسلم.
- محمد سمير اللبدي، أديب ولغوي.
- وليد عبد ربه، سياسي ووزير الزراعة الفلسطيني الأسبق.
- سهام الكرمي، مذيعة وكاتبة وباحثة.
- سعادة الجلاد، جنرال وقائد عسكري.
- نشأت الكرمي، قائد عسكري.
- زياد عودة، أديب وكاتب.
- سعيد الصدر، فنان تشكيلي و«شيخ الخزافين».
- رشاد عبد الحافظ، سياسي وكاتب وصحافي.
- أبو أنس الشامي، قائد عسكري.
- أشرف نعالوة، ناشط.
- محمد حبالي، مواطن مُغتال.
- عباس السيد، سياسي وقائد عسكري.
- عبد الباسط عودة، عسكري.
- إياد شلباية، قائد عسكري في كتائب القسام.
- حلمي حنون، سياسي وقيادي وعمدة المدينة الأسبق.
- محمد جهاد العموري، قائد عسكري وسياسي.
- أمين نايفة، كاتب ومخرج سينمائي.
- محمود إبراهيم سيف، أديب وعالم في الأدب العربي.
- مروان أبو طاحون، كاتب وشاعر ومغني عالمي.
- عادل سلامة، موسيقي وعازف عالمي.
- أمير أبو خديجة، قائد عسكري.
- إبراهيم العموري، قائد عسكري في الثورة الفلسطينية الكبرى.
- مختار بعباع، سياسي وقائد عسكري.
- ريما كتانة، سياسية.
- عمر كتانة، سياسي، ووزير الطاقة والموارد الطبيعية الفلسطينية الأسبق.
- عصام شحرور، عالم في الهندسة المدنية والجيوتقنية والمستدامة.
- عبد المجيد تايه، سياسي وقيادي.
- دعد شرعب، مستشارة الزعيم الليبي معمر القذافي.
- ناصر أبو شريف، سياسي وأحد أبرز قيادات حركة الجهاد الإسلامي.
- موسى كمال، عالم هندسة كيميائية.
- عماد الزهيري، دبلوماسي وسفير.
- عبد الرحمن الحاج إبراهيم، سياسي وعمدة المدينة الأسبق.
- نهى سمارة، أديبة وروائية وصحافية.
- جهاد شحادة، قائد عسكري.
- فرسان خليفة، قائد عسكري.
- عبد الرحمن سميح الحاج إبراهيم، عالم سياسة ومفكر.
- يوسف بن يحيى الكرمي، عالم وفقيه مسلم ومفتي.[39]
- مصطفى بن يوسف الكرمي، عالم وفقيه مسلم.[40]
- حسني المقدادي، صحفي ومؤلف.
- محمد القطو، عالم هندسة ميكانيك.[41]
- ديمة القطو، عالمة صيدلة وأوبئة.[42]
- دانية القطو، عالمة أوبئة وصيدلة.[43]
- معتصم علي دعمة، قائد عسكري.[44]
- عبد الله حجازي، سياسي ودبلوماسي.
- عبد الرزاق حبايب، عالِم هندسة إلكترونية.[45]
- فريد السليم، مُؤرخ وعالِم سياسة.[46]
- كفاح حطاب، طيار وعسكري.[47][48]
- علاء شريتح، قائد عسكري.[49]
- مغيث سختيان، رجل أعمال.[50][51]
- عايد عمرو، كاتب ومؤرخ.[52]
- مؤيد شعبان، سياسي.[53]
- أشرف نافع، قائد عسكري.[54][55]
- كمال الجيوسي، سياسي وقاضي وعمدة المدينة الأسبق.[56]
- فلاح حنون، سياسي وعمدة المدينة الأسبق.[57]
- محمد جابر "أبو شجاع"، قائد عسكري.[58]
- نايف جراد، سياسي وعسكري وأكاديمي ومُفكر.[59]
- سليم الحاج إبراهيم، زعيم سياسي.[60]
- عبد الله سمارة، سياسي.[61]
- منير سختيان، سياسي وصيدلي.[62]
- نبهان خريشة، صحفي وكاتب.[63]
- عبد اللطيف الجيوسي، سياسي وكاتب.[64]
- فواز الكرمي، عالم في هندسة الطاقة الكهربائية.[65]
- شكيب الجيوسي، سياسي وحقوقي.[66]
- لينة الجيوسي، كاتبة وأستاذة جامعية.[67]
- مي الجيوسي، كاتبة ومترجمة.[68]
- مراد شريف، فنان ومُنشد.[69]
- سميح سمارة، سياسي وكاتب.[70]
- حلمي سمارة، عالِم رياضيات وفيزياء.[71][72]
- رشيد عبد الفتاح، قائد عسكري.[73][74]
- مجدي الحسن، اقتصادي ومسؤول حكومي.[75][76][77]

## ذاكرة المدينة
- يوم 31 ديسمبر 1995: الرئيس الفلسطيني ياسر عرفات يزور مدينة طولكرم بواسطة طائرته المروحية، ويلقي خطابًا في الجماهير المحتشدة.[78]
- ليلة 21 مارس 2005: اتفاق الانسحاب الإسرائيلي من طولكرم، حيث عودة المدينة للسلطة الوطنية الفلسطينية بعد حوالي خمسة سنوات من حروب الانتفاضة والاجتياح.[79]
- يوم 7 يوليو 2013: رئيس الاتحاد الدولي لكرة القدم «الفيفا» جوزيف بلاتر يزور مدينة طولكرم بواسطة طائرة مروحية هبطت في المدينة.[80]

## المدينة على المستوى الدولي والمحلي
- مدينة طولكرم عضو في منظمة العواصم والمدن الإسلامية.[81]
- مدينة طولكرم عضو في منظمة المدن العربية.[82]
- مدينة طولكرم عضو في منظمة مدن حوض البحر الابيض المتوسط (شبكة المدن المتوسطية).[83]
- طولكرم هي المدينة الصديقة للأطفال باختيار من منظمة الأمم المتحدة للطفولة (اليونيسيف) عام 2004.[84]
- طولكرم هي المدينة السياحية الأولى لدولة فلسطين بموجب إعلان ذلك رسميًا من قبل وزيرة السياحة والأثار عام 2014.[85]

## مدن متوأمة
المدن الشقيقة لطولكرم هي:
- – مدينة مكناس، المغرب.[86]
- – مدينة مون بلييه، فرنسا.[87]
- – مقاطعة فال دومارن، فرنسا.[88]
- – مقاطعة سين سان دونيه، فرنسا.[89][90]
- – مدينة سان دينس، فرنسا.[91]
- – مدينة ميلانو، ايطاليا.[92]
- – مدينة قونية، تركيا.[93]

## معرض صور

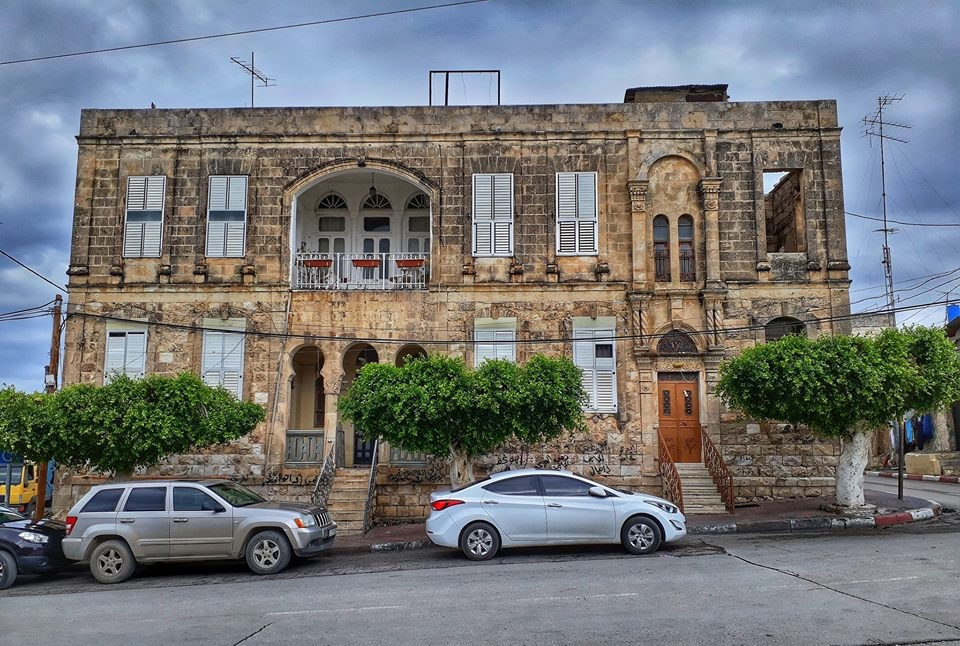
مبنى قديم
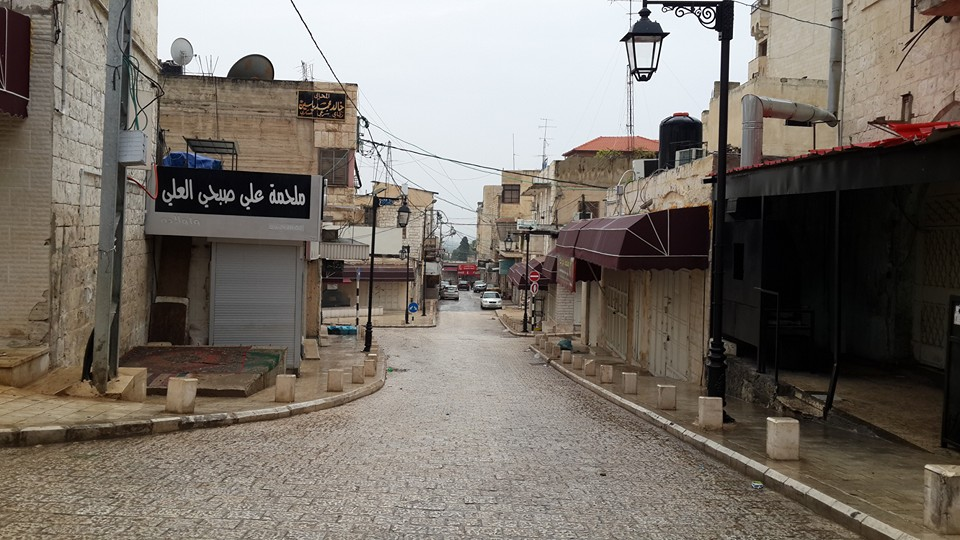
البلدة القديمة في المدينة
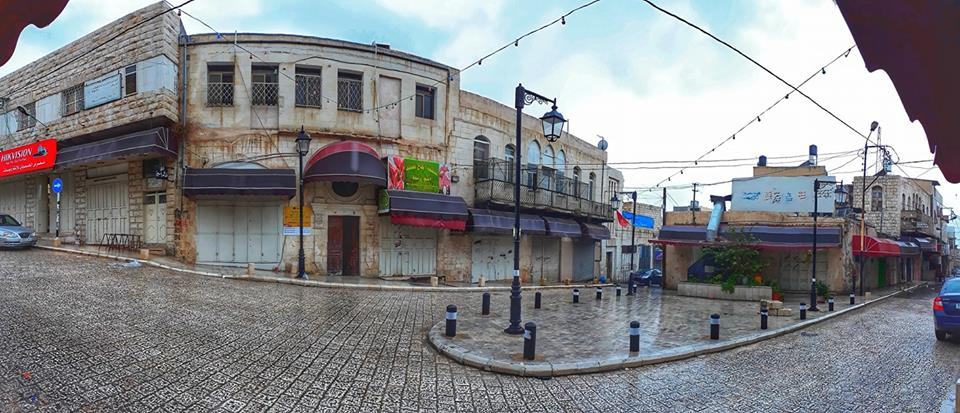
أسواق البلدة القديمة
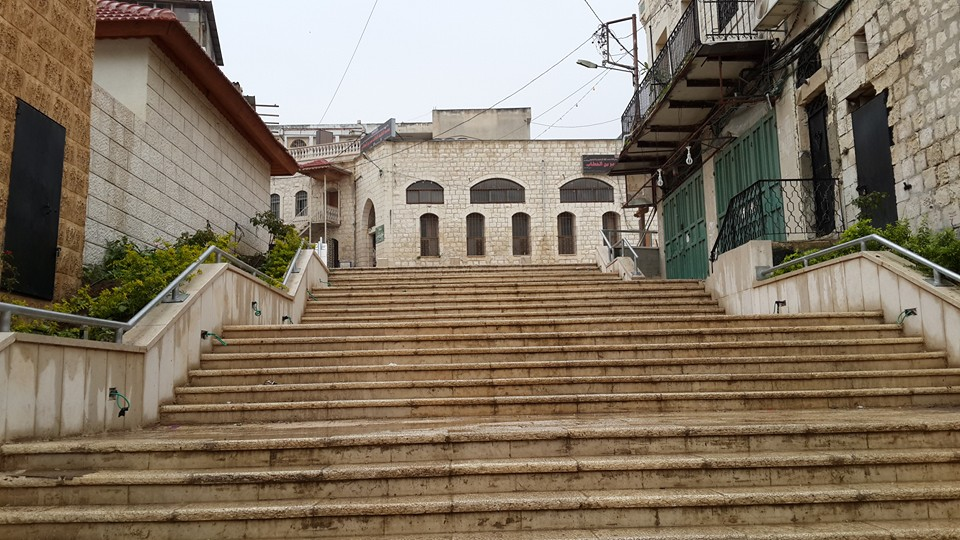
جانب من البلدة القديمة

## وصلات خارجية
- موقع بلدية طولكرم.